# 重松象平
重松 象平（しげまつ しょうへい、1973年 - ）は、福岡県出身の建築家。OMAのパートナー及びニューヨーク事務所代表。

## 経歴
1973年、福岡県に生まれる。1996年、九州大学工学部建築学科卒業。ベルラーヘ・インスティチュートを経て、1998年よりOMAに所属。2004年に2008年にOMAニューヨーク事務所代表に就任。
ハーバード大学デザイン学部大学院、コーネル大学建築学部大学院の非常勤講師を務める。ハーバード大学では、2013年よりデザイン学部大学院GSDにおいてAlimentary Design Studioを担当している。

## 主な担当作品
- ホイットニー美術館拡張計画
- 中国中央電視台新社屋
- メキシコ独立200周年記念タワー[3]
- コーネル大学建築芸術学部新校舎
- コーチ表参道フラッグシップストア[1]
- 天神ビジネスセンター
- 虎ノ門ヒルズステーションタワー
- ニュー・ミュージアム・オブ・コンテンポラリー・アート拡張計画